# Белинг, Майкл Эванс
Майкл Эванс Белинг (англ. Michael Evans Behling, род. 5 марта 1996, Колумбус, Огайо) — американский актер. Он наиболее известен своей ролью Джордана Бейкера в сериале «Настоящий американец».

## Биография
Белинг родился в Колумбус, штат Огайо, и был усыновлен Майком и Кэрол Белинг, но вырос в Колумбус, штат Индиана. Он двухрасовый и был усыновлен белой семьей. В видео на YouTube от марта 2020 года он заявил, что его отец имеет нигерийское происхождение, а его мать имеет немецкое происхождение и что его фамилия немецкая. У него трое братьев и сестер: Мэтт, Адам и Андреа. Белинг учился в Columbus North High School, где два года играл в футбол и бегал по легкой атлетике. Он был в списке почетных гостей и окончил его в 2015 году. Он два года учился в Indiana State University в качестве студента-медика, прежде чем бросить учебу, чтобы заняться модельным бизнесом и актерским мастерством.

## Фильмография
| Год  |   | Русское название                        | Оригинальное название          | Роль             |
| ---- | - | --------------------------------------- | ------------------------------ | ---------------- |
| 2017 | с | Империя                                 | Empire                         | Красивый чувак   |
| 2018 | с | Настоящий американец                    | All American                   | Джордан Бейкер   |
| 2019 | с | Анатомия страсти                        | Grey's Anatomy                 | Брэди            |
| 2021 | ф | История Золушки: Пораженный звездой     | A Cinderella Story: Starstruck | Джексон Стоун    |
| 2022 | с | Настоящий американец: Возвращение домой | All American: Homecoming       | Джордан Бейкер   |
| 2022 | ф | Мэнни                                   | The Manny                      | Морган Вашингтон |